# Ovelheiro Gaúcho
- Herdengebrauchshund (FCI)

Der Ovelheiro Gaúcho ist beheimatet in der Pampa von Rio Grande do Sul im Süden Brasiliens. Er ist noch nicht von der FCI, aber bereits seit 2000 vom CBKC anerkannt. Die Anerkennung durch den FCI wurde 2023 beantragt. 

## Herkunft und Geschichte
Der Ovelheiro Gaúcho ist ein brasilianischer Hütehund für die Farmarbeit auf den oft riesigen und abgelegenen Haziendas. Für diese spezifischen Aufgaben wurden Hunde gebraucht, die sich dem Klima der brasilianischen Pampas und Bedrohung durch Beutegreifer wie Pumas anpassen konnten. Er hat die Aufgabe, die Hirten, Gaúcho genannt, bei ihrer Arbeit zu unterstützen, die Herden auf bzw. von der Weide zu holen und sie in die Ställe und Koppeln zu bringen. Der Gaucho lernte bald seinen untrennbaren Begleiter zu schätzen und ist oft mit zwei, drei oder mehr Hunden unterwegs, die er auch vom Pferd oder von Fahrzeugen aus dirigieren kann. Dabei arbeitet der Ovelheiro Gaúcho selbstständig, ohne aggressiv zu werden und bleibt auf Kommando auch stundenlang allein bei der Herde zurück.

## Beschreibung
Der Ovelheiro Gaúcho hat mittelstarkes und langes Haar, mit Fahnen an den Ellenbogen und Hinterbeinen. Alle Farben sind erlaubt. Die Größe der Rüden und Hündinnen liegt zwischen 55 und 65 cm. Erlaubt sind nahezu alle Varianten, wie sie der Border Collie zeigt, allerdings unter brasilianischer Anordnung. Die Gaúchos konnten sich einfach nicht an die internationalen Standardbezeichnungen gewöhnen und begannen schließlich die Fellfarben der Hunde nach den Fellfarben ihrer Pferde zu bezeichnen wie z.b. Tobiano. Der Hütestil der Ovelheiro Gaúcho ist je nach Anteil von Langhaar- bzw. Border Collie überwiegend Gathering (typisch für Langhaarcollies), wobei auch Eyeing (typisch für Border Collies und Aussies) je nach Vorfahren auftritt. Eine Rassevorgabe gibt es dazu nicht.

### Herkunft
Es gab zahlreiche Theorien über den Ursprung der Rasse. Die am weitesten verbreitete Theorie war, dass der Ovelheiro Gaúcho von lokalen Cimarrón, dem portugiesischen Cão da Serra da Estrela und dem Cimarrón Uruguayo aus dem Nachbarland Uruguay abstammt. Unter Cimarrón (übersetzt verwildert) versteht der Brasilianer entlaufene und verwilderte Arbeitshunde der frühen europäischen Siedler. Laut einer Legende wurden z. B. zu Beginn des 17. Jahrhunderts auf Befehl des Vizekönigs von Peru, Hernando Arias de Saavedra, große Mengen Vieh an beiden Ufern des Río de la Plata freigelassen, aber auch die spanischen Konquistadoren sollen molosserartige Hunde bei sich gehabt haben.

### Genetik
Um das zu klären, wurde 2021 das Projeto Genoma, ein genomisches Projekt mit der Firma Embark gestartet. Nach diesen Resultaten ist der alte und moderne Typ des Langhaar Collie neben dem Border Collie zu rund 70%-80% der Vorfahre, ggf. auch der kleinere Sheltie. Zum Zeitpunkt der Einwanderungswellen wurden diese teilweise noch nicht als Rasse gesehen bzw. als eine einzige Rasse vom Collieclub UK verwaltet.
Als weitere Einkreuzung kommen moderne Rassen der Collie-Clade wie der Australian Shepherd oder der Koolie mit etwa zu 7 % hinzu. Überraschend ist der Deutsche Schäferhund mit rund 5 % bei rund einem Drittel der getesteten Hunde beteiligt. Der lokale Cimarrón Uruguayo ist jedoch nur zu etwa 4 % beteiligt und widerspricht damit den alten Theorien.
Tatsächlich wurden in den Nachbarländern wie Argentinien, Chile, Patagonien noch weitere Hunderassen der Collie-Clade mit Vorfahren wie z.b. dem Bearded Collie nachgewiesen. Sogar exotische Rassen wie der Dalmatiner war bei 2 Hunden nachweisbar.
Damit kann man den Ovelheiro Gaúcho bequem der Collie-Clade zuordnen.
Aus diesem Grunde weist die Rasse große Ähnlichkeiten mit den Collies auf, die im 19. und 20. Jahrhundert mit europäischen Siedlern einwanderten, um Nutztiere wie Rinder, Pferde und Schafe zu hüten. Der Border Collie kam wahrscheinlich erst in den 1950er Jahren zusammen mit einer Herde australischer Merinoschafe in die Gemeinde Uruguaiana in Rio Grande do Sul. Rough Collies kamen zunächst Ende des 19. Jahrhunderts Beginn des 20. Jahrhunderts mit englischen Einwanderern.